# Coudoulous
Der Coudoulous ist ein kleiner Fluss in Frankreich, der im Département Gard in der Region Okzitanien verläuft. Er entspringt im Nationalpark Cevennen, beim Col de la Lusette, im Gemeindegebiet von Arphy, entwässert generell in südlicher Richtung und mündet nach rund 13 Kilometern im Gemeindegebiet von Avèze als linker Nebenfluss in die Arre.

## Orte am Fluss
(Reihenfolge in Fließrichtung)
- Arphy
- Aulas
- Avèze